# مارتن لي ستيفنسون
مارتن لي ستيفنسون (بالإنجليزية: Martin Lee Stephenson)‏ هو موسيقي بريطاني وأمريكي، ولد في القرن العشرين.

## وصلات خارجية
- مارتن لي ستيفنسون على موقع ميوزك برينز (الإنجليزية)
- مارتن لي ستيفنسون على موقع ميوزك برينز (الإنجليزية)
- مارتن لي ستيفنسون على موقع ميوزك برينز (الإنجليزية)
- مارتن لي ستيفنسون على موقع ميوزك برينز (الإنجليزية)
- مارتن لي ستيفنسون على موقع ميوزك برينز (الإنجليزية)
- مارتن لي ستيفنسون على موقع ميوزك برينز (الإنجليزية)
- مارتن لي ستيفنسون على موقع ديسكوغز (الإنجليزية)
- مارتن لي ستيفنسون على موقع ديسكوغز (الإنجليزية)
- مارتن لي ستيفنسون على موقع ديسكوغز (الإنجليزية)
- مارتن لي ستيفنسون على موقع ديسكوغز (الإنجليزية)
- مارتن لي ستيفنسون على موقع ديسكوغز (الإنجليزية)